# Joan Serra (bandolero)
Joan Serra,  conocido por el apodo La Pera, (¿1791?-1815) fue un bandolero español que actuó en la primera mitad del siglo XIX en la comarca catalana del Campo de Tarragona.
La Pera fue un personaje cuya historia se convirtió en leyenda. Vivió en los primeros años del siglo XIX en el contexto de la Guerra de independencia, llamada en Cataluña "Guerra del francés", tras matar al mando de su unidad desertó de la milicia española  y se integró en la francesa, al finalizar la guerra en 1813 decidió quedarse en su tierra al rededor de la localidad de Valls, donde cometió otros asesinatos y robos. Fue detenido y, tras un Consejo de guerra, ejecutado el 15 de diciembre de 1815 en Valls, su cuerpo fue descuartizado y sus restos expuestos en los lugares donde había cometido los asesinatos.
Su figura se convirtió en leyenda que fue alimentada por las primeras crónicas escritas de su historia. La leyenda del bandolero Joan Serra La Pera  ha dado paso a diferentes obras, tanto pictóricas, literarias o musicales como la canción El bandoler de Lluís Llach o la novela de Margarida Aritzeta Bandoler.

## Biografía
Joan Serra se cree que nació el 7 de septiembre de 1791, otras fuentes señalan el año 1785 aunque no hay certeza alguna, en la localidad de Valls en la provincia de Tarragona en Cataluña, España. Con diez años de edad, junto a unos amigos, entró a robar peras a un huerto de la localidad, el dueño los sorprendió y le dio unos palos a Juan Serra que según dice la leyenda, le respondió "Los niños se hacen mayores y no olvidaré lo que ha pasado". Luego sería una de sus primera víctimas, por lo que la gente le apodó La Pera por el hecho de que mató a un hombre por una pera.
Serra entró, mediante el sistema de quintas, a la milicia del corregimiento de Tarragona (Miquelets), de la "Primera Legión Catalana" en tiempos en que se luchaba contra las tropas francesas durante la Guerra de la Independencia. El 30 de diciembre de 1809  Serra cometió su primer asesinato. Joan Serra era miembro de una partida de tropa que mandaba el cabo Josep  Rosell, ese día la tropa entró para descansar en la población del Pla de Santa María  donde una chica denunció que le faltaba una barretina (un gorro típico catalán), que tras un exhaustivo registro se halló en poder de Serra que fue reprendido por ello. Joan Serra era un soldado reciente, se había ingresado el 6 de diciembre, y todavía no portaba fusil, cuando se reprendió la marcha pidió el arma un compañero y mató al sargento huyendo seguidamente con el fusil. Aquel fue el inicio de una serie de  crímenes que lo harían famoso.
Tras desertar se unió a un grupo de tropa de los llamados afrancesados que luchan al lado del ejército napoleónico llamados cara jirats en catalán, su unidad se llamada "gendarmes" e iba bajo las órdenes de un tal Anton Urarte. Dentro de los afrancesados llegó a comandar un grupo de diez personas. Esta clase de grupos actuaban como guerrilla y  tenían carta blanca en sus actuaciones y eran vistos como traidores por la población. Joan Serra fue promocionado a suboficial en la gendarmería auxiliar de José I y dedicó a realizar cobros y perseguir defraudadores de impuestos de zona interior del Camp de Tarragona, especialmente la cordillera de Prades hasta la de Miramar, en esas operaciones quemó tres masías. En una de las acciones del grupo de Serra recalan en a casa "Mas den Simon" donde Serra conoció a María Rodon de quien se enamorará y haría su compañera.
En 1813, tras la guerra, las partidas de  afrancesados se disolvieron, los oficiales pasaron a Francia los demás quedaron desamparados pasando muchos de ellos se convirtieron en grupos de bandidos. Serra, aún siendo oficial, se quedó en el Camp de Tarragona por la zona del Alt Camp, entre Picamoixons, Fonstcaldes y Valls. Se escondía en la cueva EI Llamp, cerca de Picamoixons, entre la ermita de Sant Llorenç y frente al monte de la villa. Serra intentó la reincorporación a la vida civil pero la actitud social contra los que habían luchado a favor de Francia hizo imposible su incorporación teniendo que dedicarse a la delincuencia. No formó parte de ningún grupo organizado y se dedicó  a realizar acciones en solitario. 
En enero de 1815 se documenta la primera acción de La Pera, es el robo de comida (tres bacalaos secos, un pan grande una caja de arenques) y algo de dinero a un campesino. Se produjo una reyerta entre La Pera y el campesino y este resultó con algunas heridas en cara y brazos realizadas con un cuchillo. También se redacta que dos días antes había robado a dos hombres cerca de una masía llamada Ceixa obligando a intercambiar con uno de ellos algo de ropa.
La leyenda cuenta que en noviembre de 1814 se encontró con un hombre llamado Francisco Rabuste, la persona que años atrás le había pegado por robar peras catorce años antes, y tras presentarse y hacerle recordar la anécdota del robo de peras lo mató apuñalándolo en el pecho tras hacerle rezar un credo. Tras el hecho se le apodó La Pera. Tras el asesinato se dirigió a la iglesia del Carmen de Valls donde puso dos cirios y rezó delante de la puerta. Esta muerte no está dentro de las probadas en la sentencia del juicio condenatorio.
Hacía su vida al rededor de la localidad de Valls, donde tenía familia y amigos, y no solía parar en ningún sitio fijo, solamente la relación con María Rodon de "Mas den Simon" era regular. El poner cirios por sus víctimas a la puerta de la iglesia también se convirtió en hecho frecuente. El aumento de asesinados hizo correr la fama de La Pera por la comarca haciéndolo centro del terror de sus habitantes.
En marzo de 1815, en una carta del administrador de Pera Mártir Veciana, Josep Rodon donde se llama la atención de que cada vez se oye hablar más de Joan Serra y que hay cuadrillas de Mozos de escuadra, ejército e incluso civiles buscándolo pero siempre se escapa. En una carta del 16 de abril de Josep Rodona a Veciana se afirma que han detenido a La Pera y le han llevado a Tarragona pero que ha sido puesto en libertad por orden del gobernador del corregimiento de Tarragona por petición de Pau Gual. Se estima que la puesta en libertad se debió a la información que pudo dar Serra sobre cuadrillas de ladrones y bandoleros de la zona.
El 17 de abril de 1815 mata en Picamoixons a Anton Pàmies que es la persona que lo ha delatado a los Mozos de Escuadra. Tras el asesinato huyó a la zona de la Sierra de Miramar. 
El 21 de abril de 1815 encarga a Ramón Ferrer, amigo de la familia, que le celebre un "oficio de difuntos" en la iglesia del Carmen cuando haya sido ajusticiado ya que el castigo por asesinato era el muerte en la horca y el  descuartizamiento dejando el cuerpo insepulto. Serra tenía el presentimiento de que sería pronto detenido y ejecutado. 
Se refugió en  Mas den Simon donde estaba María Rodon junto a sus padres y hermano. Para Jaume Rodon la presencia de Serra era incómoda y la consideraba peligrosa ya que podía perder  la casa y la hacienda. Pedro Rodon, el hermano de María, seguramente de acuerdo con su padre, lo denuncia. El 4 de mayo de 1815 llega a la masía una sección de la 5.ª compañía 4.º batallón del 74.º regimiento de infantería ligera de Tarragona, ponen cerco a la casa pero Serra les hace frente, en el tiroteo muere el soldado Francesc Beltran, de la 5.ª compañía. Cuando los soldados logran entrar Serra hiere a otro soldado, al final es detenido y conducido a Tarragona donde es juzgado en Consejo de Guerra. La sentencia, firmada por el capitán general interino Andrés de Herrazti, le condena a muerte pero esta, al contrario de la práctica de la época que no se dilataba más de 30 días, se atrasa, parece ser que por intermediación del cura y administrador de los Veciana, Josep Rodon.
La Pera es trasladado a Valls donde queda preso en los calabozos de la localidad. En ese contesto Joan Serra manifestó que detestaba el robo que consideraba uno de los vicios más feos y abominables y que tras sus tres primeras víctimas comenzó a sentir placer al ver morir a sus víctimas y al ver salir la sangre de sus cuerpos. Cuando pasaban unos días necesitaba volver a matar. Ese placer solía ir acompañado de  por miedo y terror que lo hacían ir a rezar a la virgen del Carmen, devoción que su madre le había inculcado de niño. Joan Serra creía que la virgen del Carmen intercedería ante Dios para su salvación y ello le dio la tranquilidad que mostró para aceptar su condena a muerte.
El día 15 de diciembre es trasladado a los calabozos de Valls. El 16 de diciembre de 1815 entra en capilla y el 19 es  conducido a la horca y ejecutado en la plaza del Cuartel de Valls, aunque otras fuentes aseguran que el descuartizamiento tuvo lugar en el cruce de las calles de la Carnicería, de los Judíos y de San Antonio y San Simón. La sentencia distaba que debía ser vestido con una camisa blanca larga hasta los pies y gorro redondo, atado de pies y manos y conducido desde la cárcel al cadalso en un cesto arrastrado por un burro, fue acompañado por dos padres capuchinos y ahorcado. Tras cruzar la mirada con María que se encontraba entre el público, rezo y pidió perdón tres veces fue ahorcado. La ejecución se realizó en la plaza del Cuartel ya fuera de las murallas de Valls. La comitiva recorrió desde la plaza del Blat a la del Cuartel pasando por la calle la Cort y el Patio del Castillo, y estaba formada por los capuchino, la congregación de la Sangre de Cristo y los Mozos de Escuadra. En la plaza se había montado el cadalso el cual estaba rodeado por dos compañías del regimiento de Guadalajara y una gran multitud de público.
Tras la muerte su cuerpo fue desmembrado y distribuido por los pueblos de la comarca, la cabeza la pusieron la misma plaza de  Valls, el brazo y la mano derecha en Plá, donde había matado a su primera víctima;  el brazo y mano izquierda en Picamunxon donde había matado a Antoni Pàmies apodado "Barraques"; otra parte del cuerpo fue colocado en la carretera que va de Vilanova a Cubelles donde había cometido más asesinatos y el resto en la casa donde fue detenido y habían muerto dos soldados. María Rodon murió poco después.
En la parroquia de Sant Joan de Valls hay un texto que recoge la muerte de Joan Serra pero sin nombrar a los familiares. La cabeza desapareció el 24 de diciembre, se sospecha que por algunos allegados a La Pera, para que fuera enterrado en sagrado.
En el periódico Diario de Barcelona del 1 de enero de 1816 se publica la siguiente noticia 

En la villa de Valls, corregimiento de Tarragona, a los  19 de diciembre de  1815 se ha  executado  la  sentencia  de  horca  proferida  por  el  muy  ilustre  Consejo  de  guerra  permanente,  y  aprobado  por  el  Excmo.  Sr.  D.  Andrés  de  Herrasti,  Capitán  General  interino del principado, contra Juan  Serra, apodado Lapera, el que ha sido en virtud  de  la misma arrastrado al suplicio y descuartizado, con arreglo a  la Reales ordenanzas, y leyes generales del Reyno, y puesta su cabeza en la plaza de la villa de la execucion, un quarto en la del Pla, otro en las casas de Picamuxons, otro en la carretera frente del mas den  Simó,  y  el  otro  en  la  que  conduce  de  Villanueva  a  Cubellas,  para  que  sirva  de  escarmiento  a  los  demás,  y de  castigo  a  los  delitos  que  tenia  cometidos, de  desertor  pasado a los franceses, habiéndoles servido en clase de gendarmes, de ladron reincidente en caminos Reales con uso de armas prohibidas, de haber muerto alevosamente al cabo Primero Joseph Rosell de la lª. legión catalana, el paisano Anton Pamias, alias (Barracas), vecino de las casas de Picamuxons en ocasión en que se hallaba trabajando sus tierras, y al  soldado Francisco  Beltran  del batallón de Tarragona  4º  ligero,  en  la resistencia formal que opuso en armas de fuego a la partida de tropa que le aprendió el día 4 de mayo ultimo;  de  haber  incendiado  tres  casas  de  labor  llamadas  provincialmente  masías y cometido otros excesos de la mas seria criminalidad. Por mandato del señor Juez Fiscal.-Manuel Ruao, escribano.

## En la cultura popular, la leyenda
Ací  com conta llegenda, fou esquarterat en Joan Serra La Pera l'any 1815. Vallenc partidario dos francesos, comiença les seves aventures en la guerra del frances 1809 després de cada assessinat encendia dos ciris a la vergen del Carmen. (Aquí como cuenta leyenda, fue descuartizado en Joan Serra La Pera en el año 1815. Vallenc, partidario de los franceses, comienza sus aventuras en la guerra del francés 1809 después de cada asesinato encendía dos cirios a la virgen del Carmen.)

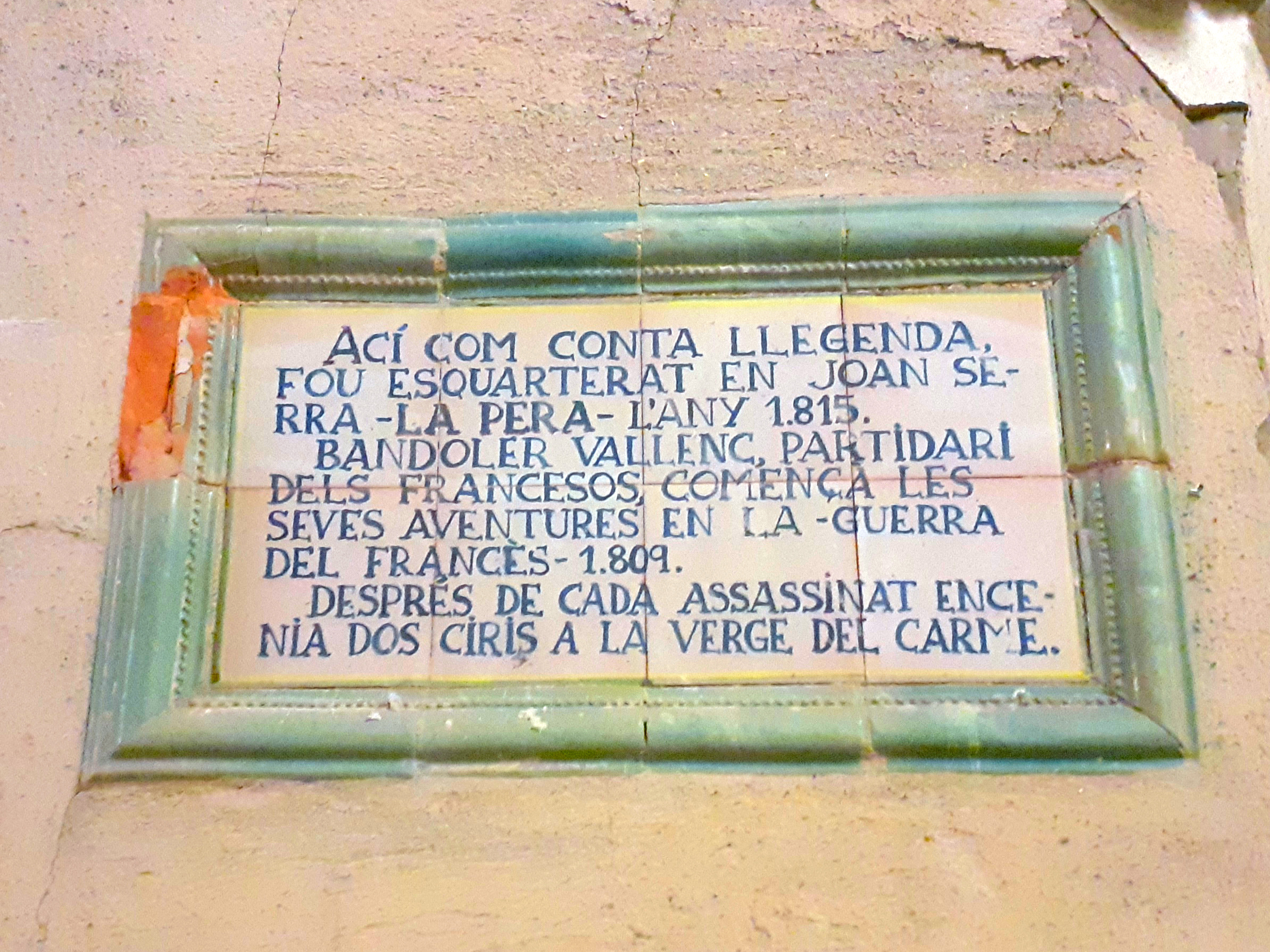
Leyenda de Joan Serra. Ací com conta llegenda, fou esquarterat en Joan Serra La Pera l'any 1815. Vallenc partidario dos francesos, comiença les seves aventures en la guerra del frances 1809 després de cada assessinat encendia dos ciris a la vergen del Carmen. (Aquí como cuenta leyenda, fue descuartizado en Joan Serra La Pera en el año 1815. Vallenc, partidario de los franceses, comienza sus aventuras en la guerra del francés 1809 después de cada asesinato encendía dos cirios a la virgen del Carmen.)

La figura de Joan Serra transcendió la historia y paso a leyenda dando, incluso, expresiones populares como "eres la pera" o "en tiempos de la pera" en referencia a él. En Valls en la calle carnicería, frente a la calle mayor y la calle de los judíos, en el sitio donde según la tradición lo descuartizaron después de la ejecución, se halla una cara esculpida en piedra que, aún cuando está datada en el siglo XIV, la creencia popular dice que representa a La Pera, a  su lado en un pequeño mural de azulejos se expone, resumida, su leyenda. Hechos como la huida de casa de su madre engañando a los Mozos de Escuadra disfrazándose de su madre, la piedad religiosa que procesaba o el temple con el que actuaba enriquecieron la leyenda. 
La primera publicación sobre Serra fue  Historia de las Escuadras de Cataluña de Ortega Espinós realizada 40 años después de los hecho y redactada de una forma propia del período romántico ha dado base a la leyenda del personaje ya de por sí singular. La cultura popular recoge l sitio del descuartizamiento, aún cuando es claro que se realizó en el lugar de la ejecución. El fervor religioso de la figura añadió la creencia de que después de cada asesinato ponía dos cirios o lámparas ante la puerta de la iglesia de la Virgen del Carmen, que debió de realizar Gabriel Oliver, otro bandolero de Valls del siglo XVII.
No hay ningún dato que pruebe  que la historia del origen del apodo sea real, tampoco hay nada que diga lo contrario.

## Trabajo sobre la figura de Joan  Serra
La primera publicación en que se recoge la historia de Joan Serra es  Historia de las Escuadras de Cataluña de Ortega Espinós que cuenta una historia novelada  y un punto exagerada que se publicó en 1859. Después de ella  se ha recogido en  Historia de Valls de Puigjaner y en la Historia de los Mozos de Escuadra de Núria Sales.
El 11 de noviembre de 1915 se publica, en la sección literaria del diario "La Verdad" un romance contando la vida de La Pera: El romance es obra de Mossèn Joseph Pont.
En 1989 Adrià Rodrigo i Marco publica en el número 16 de Quaderns de Vilaniu el artículo En Joan Serra, (a) "La Pera"
En 1967, Lluís Llach escribió y compuso la canción de  El bandoler. La canción forma parte de su segundo LP junto a otras como La meva terra y Se’n va content. El propio Llach cuenta en la contracubierta del disco como surgió la pieza 

Un amigo de Valls me dejó un libro que trataba de los mossos d'esquadra y de los bandoleros del siglo pasado, y encontré la historia del bandolero Joan Sierra; su carácter me impresionó, se me ocurrió una letra y encima puse una música, procurando que tuviera tantos contrastes como el personaje y los cambios de voz estuvieran muy marcados. Así nació El bandole.

En 2014, la escritora de Valls, Margarida Aritzeta i Abad, publica la novela de ficción histórica Bandoler, basada en este personaje y editada por Cossetània Edicions. El relato esta sustentado los recuerdos de un hombre, ya viejo, que en su niñez acompañó al bandolero e intenta  encontrar las claves de un oscuro secreto.